# 2210 Lois
2210 Lois eller 9597 P-L är en asteroid i huvudbältet som upptäcktes den 24 september 1960 av den nederländsk-amerikanske astronomen Tom Gehrels och det nederländska astronomparet Ingrid van Houten-Groeneveld och Cornelis Johannes van Houten vid Palomarobservatoriet. Den är uppkallad efter den amerikanske astronomen Ralph B. Baldwin´s fru Lois J. Baldwin.
Asteroiden har en diameter på ungefär 4 kilometer och den tillhör asteroidgruppen Nysa.